# جان جوزيف ماري أميوت
جان جوزيف ماري أميوت (بالفرنسية: Joseph-Marie Amiot)‏ (و. 1718 – 1793 م) هو لغوي، وعالم فلك، ومترجم، ومؤرخ، وموظف ديني ‏ من فرنسا . ولد في تولون.
توفي في بكين، عن عمر يناهز 75 عاماً.

## روابط خارجية
- جان جوزيف ماري أميوت على موقع الموسوعة البريطانية (الإنجليزية)
- جان جوزيف ماري أميوت على موقع ميوزك برينز (الإنجليزية)
- جان جوزيف ماري أميوت على موقع أول ميوزيك (الإنجليزية)